# 톰페아성

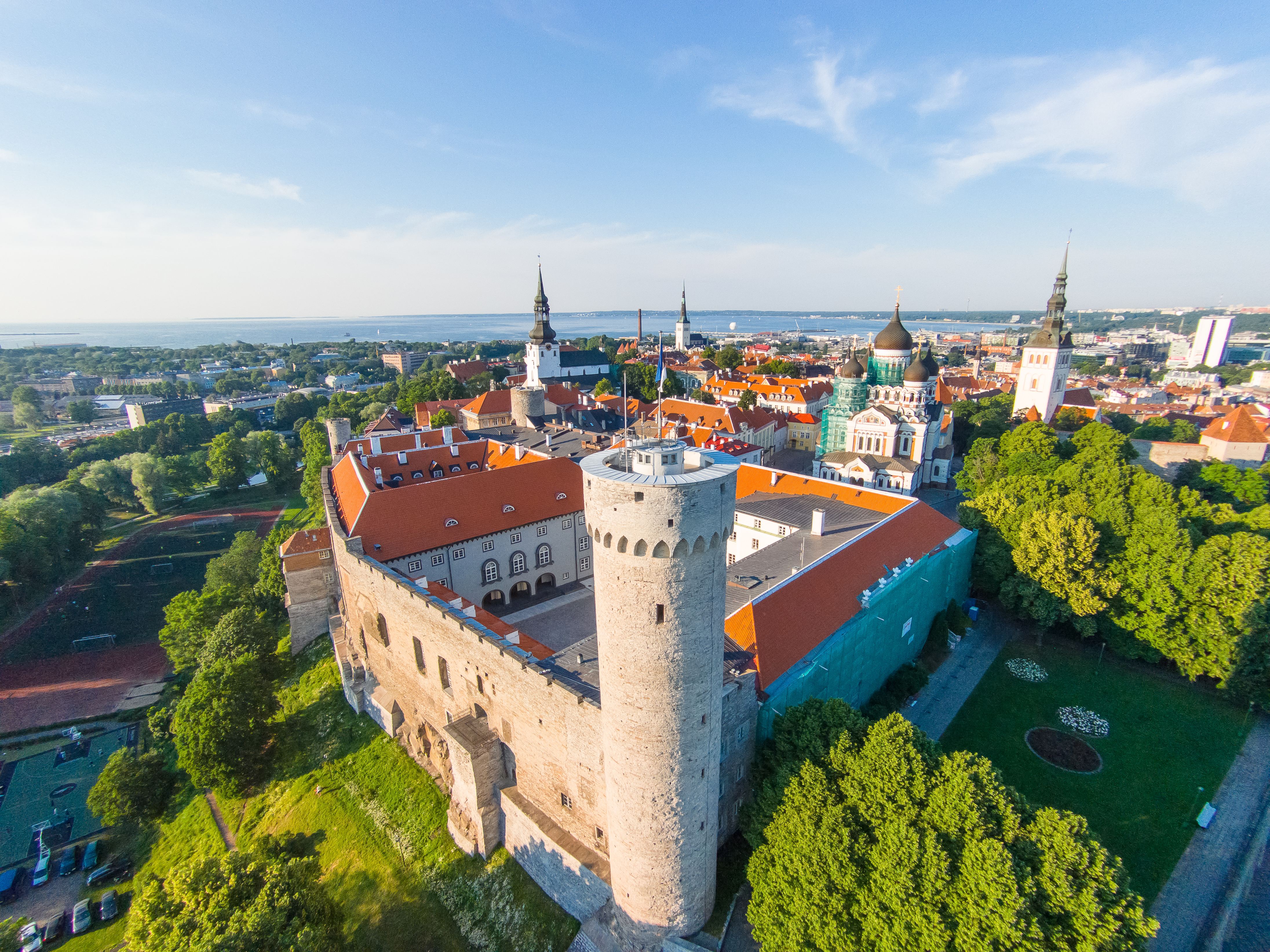
톰페아성 (2016년)

톰페아성(에스토니아어: Toompea loss)은 에스토니아 탈린 중심부의 톰페아 언덕에 위치한 성이다. 일찍이 9세기부터 요새로 사용되었던 부지로, 20세기 말 소련으로부터 독립한 이후에는 에스토니아 국회의사당으로 사용되고 있다.

## 역사

### 중세
에스토니아 신화에 따르면 톰페아성이 위치한 톰페아 언덕은 린다가 두 손으로 직접 한덩이 한덩이씩 쌓아 만들었다고 한다.
1219년 덴마크의 발데마르 2세 국왕이 북방십자군을 앞세워 에스토니아로 원정을 떠나 톰페아성을 접수하였다. 덴마크 전설에 따르면 린다니세 전투에서 고전할 당시 하늘에서 덴마크의 국기가 떨어졌다고 한다. 이 당시 톰페아성의 이름은 '덴마크인의 성'으로 알려졌는데 라틴어로는 '카스트룸 다노룸'(Castrum Danorum), 에스토니아어로는 '타니 린' (Taani Linn)이라 한다. '타니 린'이라는 성 이름에서 오늘날의 탈린시라는 도시 이름이 유래했다는 설이 존재한다.
1227년 검의 형제기사단이 톰페아성을 접수하고, 성을 부수고 새로 크게 지을 계획에 나서게 되는데 그렇게 들어선 성이 오늘날의 톰페아성이다. 성이 완공되고 10년 뒤 다시 한번 덴마크군에게 점령되었으나 1346년 튜턴 기사단에게 매각되었으며, 중세시대 내내 튜튼 기사단의 점령지로 남아 있었다.

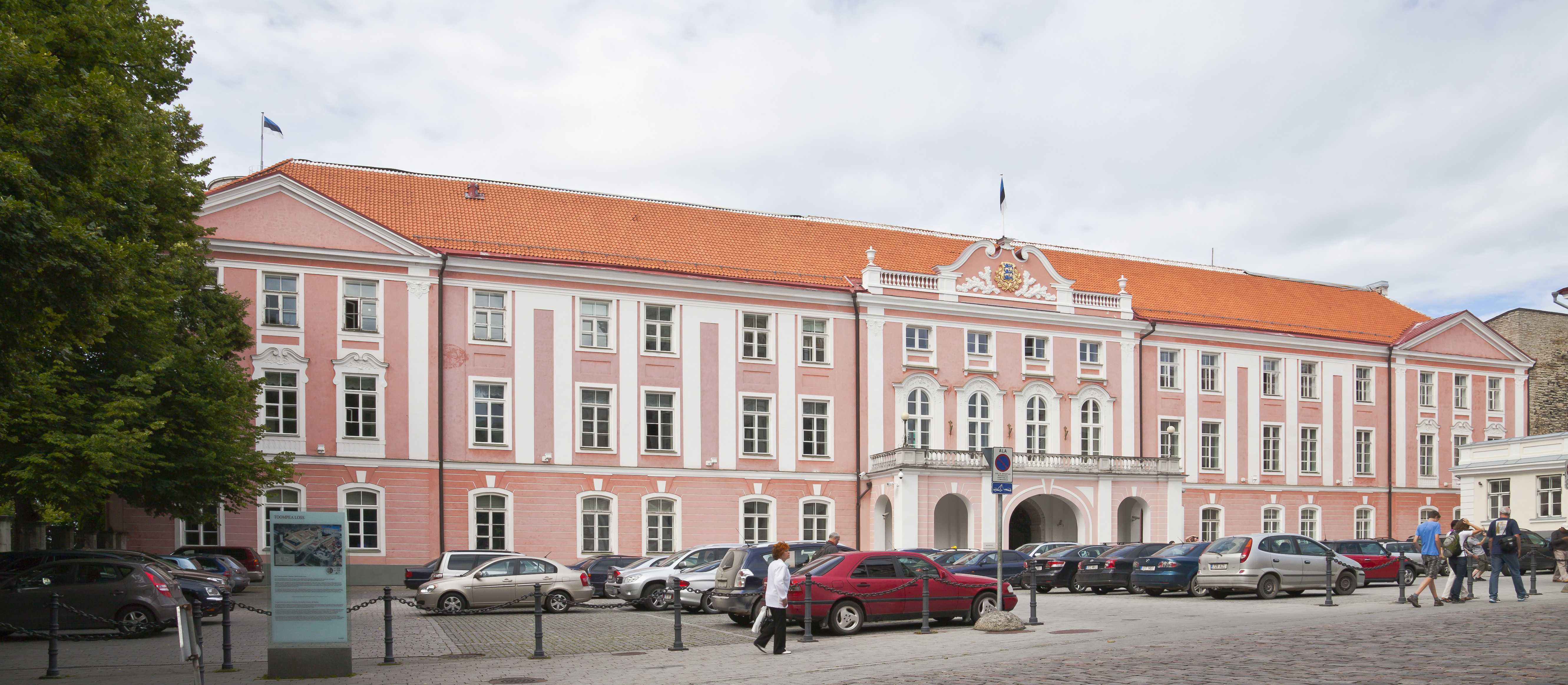
18세기 들어 증축된 톰페아성의 바로크 양식

튜튼 기사단은 수도회였기에 톰페아성도 수도원처럼 변모해 갔으며, 성당이라면 무조건 들어가는 회당과 사제회당, 기사단용 숙박시설이 내부에 들어서게  되었다. 이와 더불어 성 외곽에 탑을 덧붙여 세우기도 하였는데, '필슈티커' (Pilsticker →활깎이), '슈튀어 덴 케를' (Stür den Kerl →적을 무찔러라), '란트스크로네' (Landskrone →대지의 왕관), '피크 헤르만' (Pikk Hermann →키 큰 헤르만) 등의 이름이 붙었으며 지금까지도 남아 있다. 이 중에서 피크 헤르만은 48m에 달하는 거대한 탑으로, 톰페아성의 주요 볼거리이자 탈린시의 랜드마크로 남아 있다. 피크 헤르만에서는 매일 아침마다 에스토니아의 국가 연주와 함께 에스토니아의 국기가 게양되며, 저녁에 하강한다.

### 근대

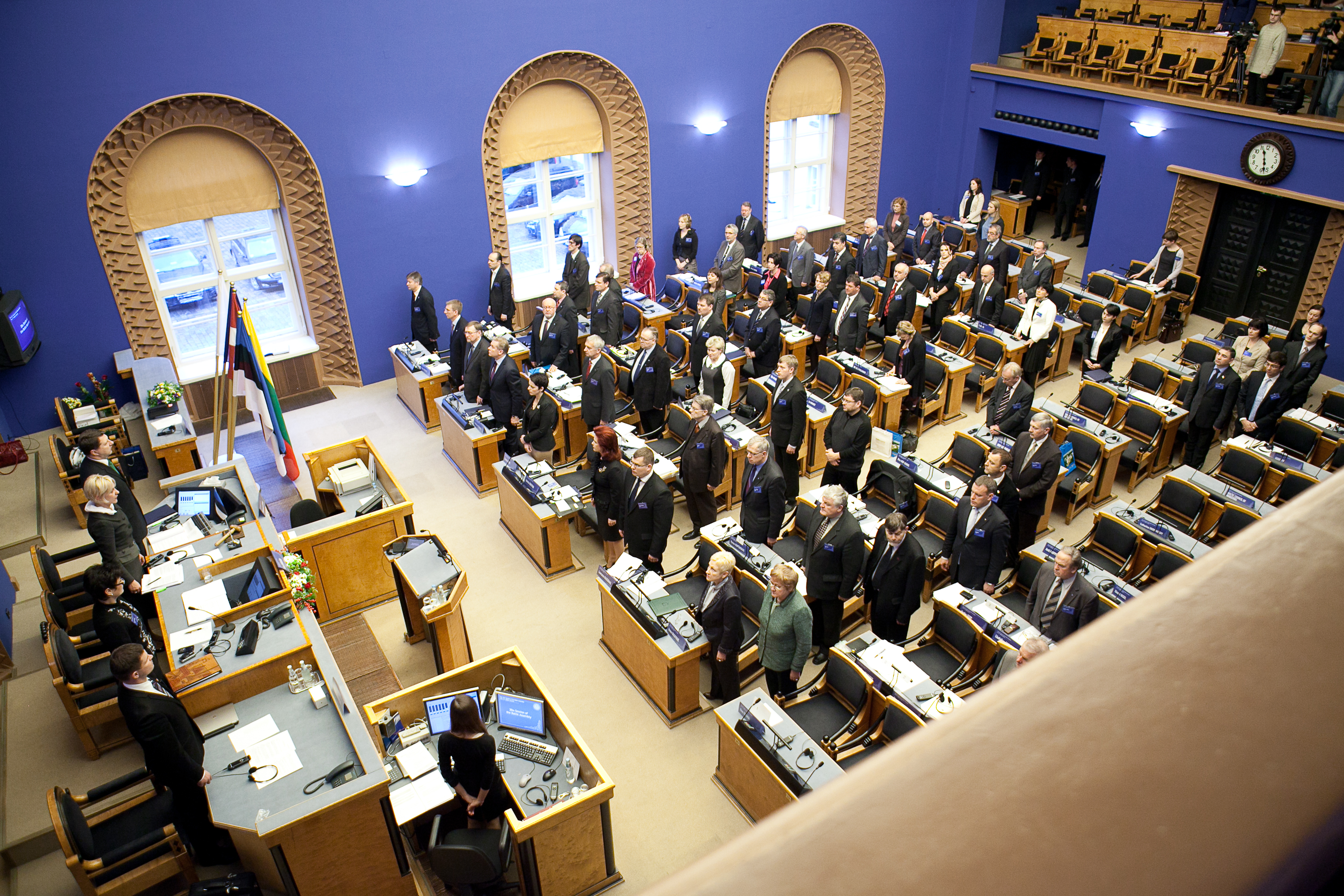
에스토니아 국회의사당 본회의장. 세계에서 유일한 표현주의 양식의 의사당으로 꼽힌다.

16세기 들어 리보니아 전쟁의 혼란기를 거치면서 오늘날 발트 국가에 위치한 기사단은 모두 해체되었으며, 스웨덴 왕국, 폴란드-리투아니아, 러시아 제국이 차례대로 에스토니아 일대를 점령하게 되었다. 1561년 스웨덴이 에스토니아 북부를 점령하고 에스토니아 공국이 되자, 톰페아성은 기사단만 사용하는 요새에서 에스토니아의 국가행사와 정치적 중심지로 변모하였으며 이는 오늘날까지도 이어지고 있다.
1710년 러시아 제국이 스웨덴 왕국을 물리치고 에스토니아를 점령한 뒤, 대대적인 내부개조 계획을 수립하여 완전한 궁전으로 바꿔놓았다. 이 과정에서 요한 슐츠가 설계한 바로크와 신고전주의 양식의 본관이 기존 성 건물의 동쪽 방면에 증축되었다. 이곳에는 예스틀랸디야현 관리의 집무실과 거주공간이 자리하게 되었다. 제정 시기 들어서는 성 남동쪽에 공원이 조성되었으며, 그 인근에 기록보관소가 들어섰다.
1918년 에스토니아 독립 선언으로 에스토니아 공화국이 수립되면서, 에스토니아 의회 (리기코구)의 의사당이 옛 튜튼기사단 수도원 건물 자리에 새로 들어서게 되었다. 약 2년간의 공사를 거쳐 1922년 완공된 의사당은 에스토니아의 건축가 에우겐 하베르만과 헤르베르트 요한손이 설계하였으며, 외관이 전통 양식인데 반해 내부는 표현주의 양식을 채택하였다. 이는 세계에서 유일한 표현주의 양식의 의사당 건물이기도 하다.
1940년 소련의 점령과 1942년 나치 독일의 점령을 거쳐 1944년 소련의 재점령 이후 리기코구는 해산되고 에스토니아 소비에트 사회주의 공화국이 수립되었다. 톰페아성은 에스토니아 소비에트 사회주의 공화국 최고회의 의사당으로 사용되었으며, 1990년 소련으로부터의 독립 이후 리기코구가 다시 개원한 이래 에스토니아 국회의사당으로 여전히 쓰이고 있다.

## 같이 보기
- 리기코구
- 에스토니아의 정치
- 에스토니아의 역사